# Кардиотораксиална хирургия
Гръдна хирургия (тораксиална хирургия) или кардиотораксиална хирургия  е тип операция на белите дробове, плеврата (мембрани около белите дробове), гръдна стена, трахея, също така като част от по-скоро кардиотораксиалната хирургия: сърце, перикардиум (мимбрана на сърцето), коронарни артерии. Хирурзите в специалността кардиотораксиална хирургия се включват в групите каридохирурзи, и такива които се занимават с кардиотораксиална хирургия на сърце, бели дробове.
Университети:
- Медицински колеж на Уисконсин
- Станфордски университет – две позиции
- Университет на Северна Каролина към Чапел Хил
- Вирджински университет
- Колумбийски университет
- Пенсилвански университет
- Питсбъргски университет
- Вашингтонски университет
- Северозападен университет, Чикаго
- Калифорнийски университет – Лос Анджелис (UCLA)
- Университет на тексаският научен център за здраве към Сан Антонио
- Рочестърски университет
- Индиана университет

## Виж още
- Кардиохирургия